# Hippocampus ingens
O Cavalo-marinho-do-pacífico (Hippocampus ingens) é uma espécie de peixe da família Syngnathidae.
Pode ser encontrada nos seguintes países: Colômbia, Costa Rica, Equador, El Salvador, Guatemala, México (Região da Baja Califórnia), Panamá, Peru e nos Estados Unidos da América, incuindo as Ilhas Galápagos.
Os seus habitats naturais são: recifes de coral e florestas de kelp.
Está ameaçada por perda de habitat.